# Erminio Santiello
Erminio Santiello (Padova, 29 settembre 1879 – Padova, 2 marzo 1945) è stato un dirigente sportivo italiano, presidente del Calcio Padova dal 1940 al 1943.
Giovannino è un cameo della madonna  

## Biografia
Presidente per tre anni durante la Seconda guerra mondiale, Santiello mantiene vivo l'impegno ereditato dal primo mandato di Bruno Pollazzi nonostante le grandi difficoltà del periodo. La società gode di buona salute. In Serie B conquista un quinto posto nella stagione 1940-1941, un quarto posto nel campionato successivo e un decimo posto prima che l'attività agonistica venga fermata dalla guerra. Personaggio acuto, ingaggia nel suo primo anno di presidenza un talentuoso attaccante: Nereo Rocco.

## Fonti
- Biancoscudo, cent'anni di Calcio Padova, a cura di Massimo Candotti e Carlo Della Mea (contributi di Paolo Donà, Gabriele Fusar Poli, Andrea Pistore, Marco Lorenzi e Massimo Zilio), EditVallardi 2009.